# Eduard von Flottwell

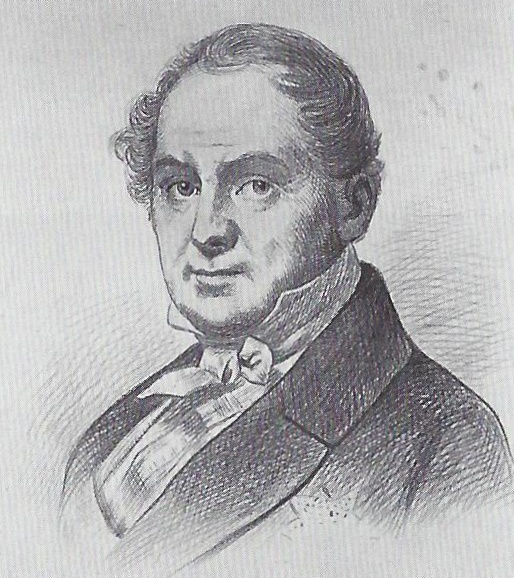
Haut président Flottwell

Eduard Heinrich Flottwell, à partir de 1861 von Flottwell, (né le 23 juillet 1786 à Insterbourg, province de Prusse-Orientale et mort le 28 mai 1865 à Berlin) est un juge, avocat administratif et ministre d'État du Royaume de Prusse. Sa tâche politique la plus importante est son mandat de haut président de la province de Posnanie de 1830 à 1841. Avec sa politique de réforme et de germanisation, il poursuit l'objectif de renforcer les citoyens et les paysans, considérés comme plus fidèles au roi, contre la noblesse polonaise et le clergé catholique. Son mandat, également connu sous le nom d'« Ère Flottwell », est d'une part une période de germanisation illibérale et anti-polonaise. D'autre part, une modernisation politique et sociale est vue comme le résultat de la politique de Flotwell.

## Origine
Ses parents sont le directeur de la police d'Insterbourg Johann Friedrich Flottwell (1752-1829) et son épouse Amalie, née Sanden (1764-1835).

## Biographie
Flottwell étudié le droit à l'Université Albertus de Königsberg. Après avoir obtenu son diplôme en tant que docteur en droit en février 1805, il entreprend une carrière juridique comme auscultateur au tribunal d'Insterbourg. Après l'examen des assesseurs, il se rend au tribunal régional supérieur de Königsberg, qui, en 1808, le transfère au tribunal supérieur subordonné à Insterbourg. Il quitté l'administration de la justice dans l'administration interne de la Prusse et est  1812 conseiller du district de Gumbinnen. En 1816, il retourne vers son mentor Heinrich Theodor von Schön à Dantzig, province de Prusse-Occidentale, en tant que conseiller principal. En 1825, il devient président du district de Marienwerder. Il fait ses preuves dans l'administration du district de Marienwerder, souvent ravagé par la famine et les inondations de la Vistule.

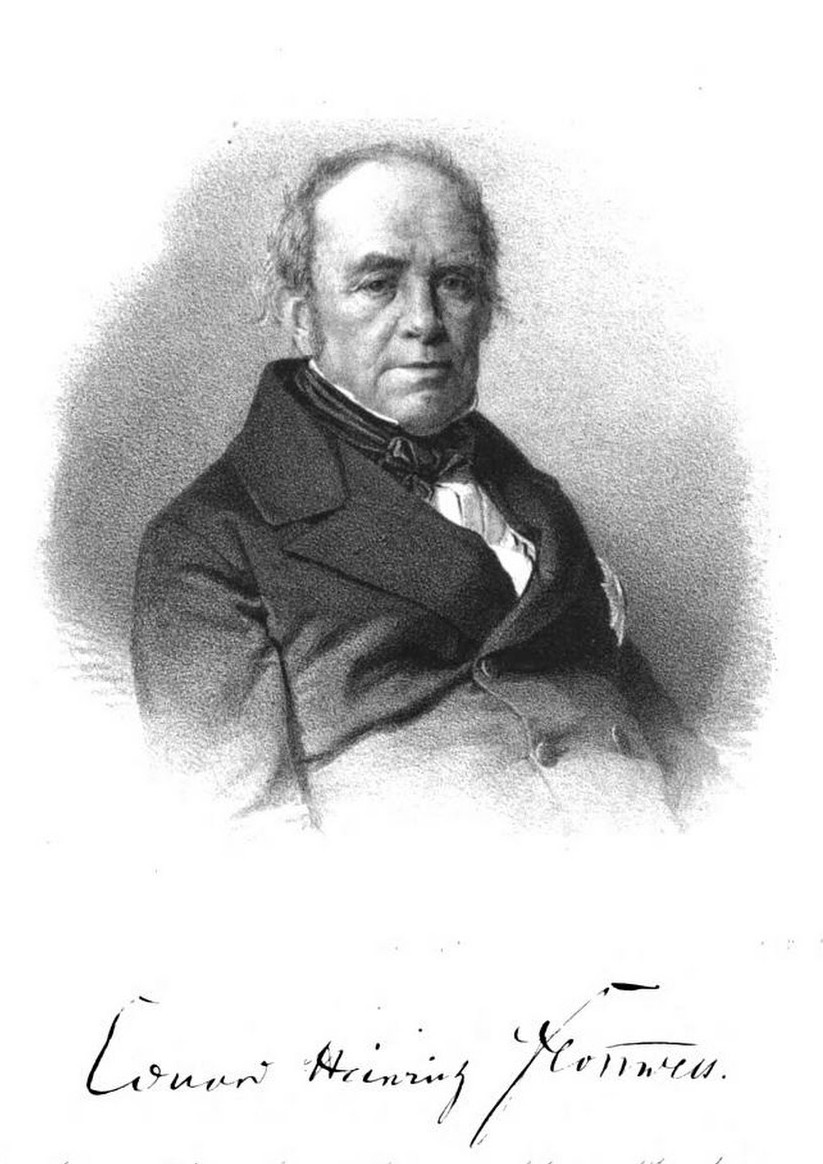
Eduard von Flottwell avant l'âge de 75 ans.

Lors du soulèvement de novembre des Polonais dans le royaume du Congrès, le gouvernement prussien craint qu'un soulèvement puisse également se produire à Posen. Par conséquent, Flottwell est nommé haut président de la province de Posnanie en décembre 1830 et le gouverneur Anton Radziwiłł est relevé de ses fonctions. En conséquence, les Russes sont soutenus dans la répression du soulèvement, tandis que Flottwell met en œuvre une politique de germanisation au cours des dix années suivantes, comme l'a déjà poursuivi Schön en Prusse-Occidentale et qui est devenue connue sous le nom d'«ère Flottwell». Le but est de repousser la noblesse polonaise et le clergé catholique et de renforcer la bourgeoisie et les paysans.
Flottwell s'assure que les administrateurs de district ne sont plus nommés par les domaines de district, mais par l'État prussien, et que la police locale n'est plus exercée par les Woyts, mais par les commissaires de district de l'État. Il fait réviser les ordonnances de la ville et les règlements sur la liberté du commerce afin de renforcer les droits d'autonomie des villes. Les Polonais sont ainsi écartés de l'administration. La langue polonaise est interdite dans les écoles et dans la vie publique lorsque la langue allemande est déclarée langue officielle et de cour en 1832 et des écoles allemandes sont fondées. Grâce à un fonds d'État qu'il créé, Flottwell finance l'achat de produits polonais pour ensuite vendre le terrain aux Allemands. Il facilite les juifs afin d'acquérir des droits civils dans le but de garantir leur loyauté envers l'État prussien. Le conflit avec l'Église catholique s'intensifie lorsque Flottwell impose l'unification de l'archidiocèse de Gnesen avec le diocèse de Posen. Dans le différend sur le mariage mixte interconfessionnel, Flottwell ordonne le renvoi et l'exil de l'archevêque Marcin Dunin-Slugustowski en 1838.
Lorsque Frédéric-Guillaume IV prend ses fonctions en 1840, la politique prussienne change de nouveau . Alors que Flottwell est nommé haut président de Saxe et président du district de Magdebourg en 1841 et est ainsi transféré, une soi-disant «ère de réconciliation» commence à Posen sous le nouveau haut président Adolf von Arnim-Boitzenburg.
La politique de Flottwell est évaluée différemment. Alors que Hans Haussherr dans la nouvelle biographie allemande 1961 voit surtout l'intention de Flottwell dans le fait qu'il voulait «intégrer pleinement Posen en tant que province dans l'État prussien et les habitants polonais avec l'État» et attribuer au travail de Flottwell que la province de Posnanie a «la pleine part de l'avancement économique et culturel de la décennie 1830-40» appelé par Andrea Schmidt-Rösler en 1996, «l'ère Flottwell» comme la fin du cours libéral à Posen. Flottwell avait «compté sur la fonte et la germanisation de Posen». Du côté polonais, «l'ère Flotwell» est vue comme une période de germanisation indomptable et de politique illibérale et anti-polonaise. Stefan Hartmann note en 1976 que les mesures de Flottwell ont "eu un effet positif sur la classe moyenne polonaise, dont le développement est réalisé par l'expansion de l'autonomie municipale, l'expansion de la bourgeoisie et la poursuite du remplacement paysan". Pour Helmut Glück (de) et Konrad Schröder, la politique de Flottwell est une «modernisation de l'administration, du droit et des transports, et [du] développement économique.". Flottwell lui-même a défini dans un rapport de responsabilité en 1841 comme le but ultime de sa politique que" l'unification complète des deux nationalités comme la conclusion de cette tâche peut être réalisée par l'émergence décisive de la culture allemande ". Robert E. Alvis souligne que les politiques de Flottwell changent profondément le paysage politique de la province. Contrairement aux clivages traditionnels entre libéraux et conservateurs, la politique prussienne renforce l'élément national. L'attitude des conservateurs polonais d'être fidèles à l'État prussien et en même temps de rester fidèles à leur héritage polonais perd de sa crédibilité, tandis que l'idée d'indépendance se renforce.
Flottwell est nommé à la tête du Trésor en 1844 et démissionne en 1846 pour prendre en charge l'administration de la province de Westphalie en tant que haut président. Une circonscription électorale de la province de Saxe l'a élu lors de la Révolution allemande de 1848/49 au Parlement de Francfort, dans lequel il est membre de la faction Café Milani. En 1849, il est élu à la première chambre du Parlement prussien par une circonscription de Posen. En 1849/50, il dirige l'administration provisoire de la province de Prusse.
Le 21 juillet 1850, Flottwell prend pour la cinquième fois la responsabilité d'une province prussienne en tant que haut président de la province de Brandebourg. Le 16 février 1855, il reçoit l'ordre de l'Aigle rouge avec des diamants à l'occasion de son 50e anniversaire de service. En octobre 1858, il est nommé ministre prussien de l'Intérieur. Le 3 juin 1859, il démissionne de ses fonctions pour des raisons d'âge et reprend ses fonctions antérieures de haut président de la province de Brandebourg. Lorsqu'il démissionne, le prince régent est l'un des premiers à l'élever au rang de grand commandeur de l'ordre de la Maison royale de Hohenzollern et lors du couronnement à Königsberg le 18 octobre 1861, lui décerne l'ordre de l'Aigle noir. À cela s'ajoute l'élévation à la noblesse héréditaire prussienne. À la fin de 1862, Flottwell prend sa retraite et s'installe à Berlin, où il meurt le 25 mai 1865.

## Famille
Flottwell épouse Friederike Koslowski († 1812) à Tilsit en octobre 1810. Après sa mort, il se remarie le 21 février 1814 à Gumbinnen avec Auguste Lüdecke (1794–1862), veuve du directeur du district Friedrich Schulz et fille du pasteur Ernst Lüdecke de Berlin. Ces mariages ont produit douze enfants, dont:
- Eduard (1811-1862), conseiller municipal marié en 1840 avec Friederike Behr (1813-1857)
- Auguste (1816-1844) mariée en 1839 avec Theodor Thrinkler (mort en 1871), conseiller du gouvernement prussien
- Élise (1818-1849)
- Theodor (1820-1886), conseiller du gouvernement prussien
- Frederike (1822-1861) mariée en 1845 avec Immanuel Hegel (1814-1891), président consistorial, fils de Georg Wilhelm Friedrich Hegel
- Klara (* 1825) mariée en 1865 avec Immanuel Hegel
- Hermann (1826-1873), Herr auf Lautensee, capitaine prussien marié en 1856 avec Pauline von Frantzius (1834-1897)[9]
- Adalbert (1829–1909) marié en 1860 avec Ella von Oppen (née en 1841)

## Honneurs
- Véritable Conseil privé avec l'excellence du prédicat (1840)
- Citoyen d'honneur de Hambourg (1843)
- Citoyen d'honneur de Magdebourg (1844) [10]
- Citoyen d'honneur de la ville de Berlin (1856, à l'occasion du 50e anniversaire du service)

## Travaux (sélection)
- Denkschrift des Oberpresidenten Herrn Flottwell, ueber die Verwaltung des Gros-Herzogthum Posen, vom Dezember 1830 bis zum Beginn des Jahres 1841 nebst dem demselben seitens mehrerer Einwohner des Gros-Herzogthum Posen ertheilten Anwordtschreiben. Strasburg 1841 (E-Kopie).